# Mugarsari
Mugarsari is een bestuurslaag in het regentschap Kota Tasikmalaya van de provincie West-Java, Indonesië. Mugarsari telt 4935 inwoners (volkstelling 2010).